# 布雷昂松
布雷昂松（法語：Bréançon，法語發音：[bʁeɑ̃sɔ̃] ⓘ）是法国法兰西岛大区瓦兹河谷省的一个市镇，属于蓬图瓦兹区。

## 地理
布雷昂松（49°8'33"N, 2°1'17"E）面积10.61 平方千米，位于法国法蘭西島大區瓦兹河谷省，该省份为法国北部内陆省份，北起瓦兹省，西接厄尔省，南至塞纳-圣但尼省、上塞纳省和伊夫林省，东临塞纳-马恩省。
与布雷昂松接壤的市镇（或旧市镇、城区）包括：阿拉维利耶、韦克桑地区科尔梅耶、弗雷梅库尔、格里西莱普拉特尔、勒欧尔姆、马里讷、特维尔。

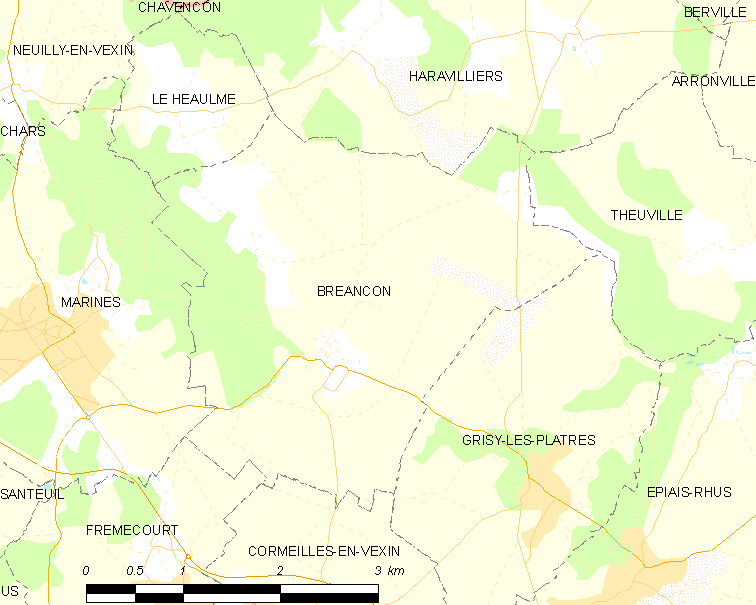
布雷昂松的OSM定位图

布雷昂松的时区为UTC+01:00、UTC+02:00（夏令时）。

## 行政
布雷昂松的邮政编码为95640，INSEE市镇编码为95102。

## 政治
布雷昂松所属的省级选区为蓬图瓦兹县。

## 人口

1962-2008年间布雷昂松人口变化图示

布雷昂松于2022年1月1日时的人口数量为425人。